# Regierung Torra

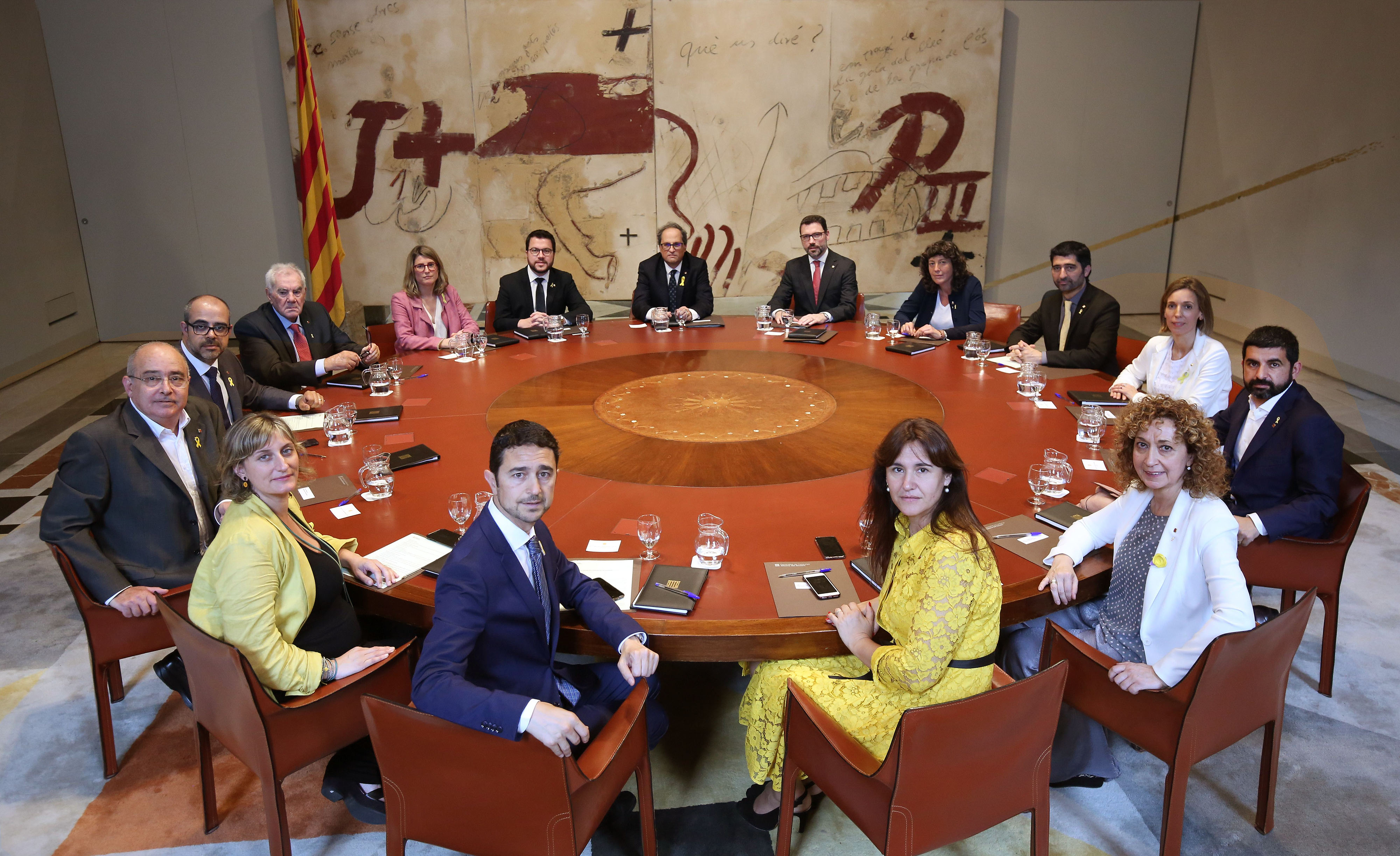
Erste Kabinettssitzung am 2. Juni 2018

Die Regierung Torra (katalanisch Govern Torra [gubεrn ˈtorːɒ]) war die, vom 15. Mai 2018 bis 28. September 2020 unter dem katalanischen Regionalpräsidenten Quim Torra, amtierende, von der CUP unterstützte, Minderheitsregierung der Autonomen Gemeinschaft Katalonien. Sie blieb anschließend unter Torras Stellvertreter Pere Aragonès bis zum 26. Mai 2021 kommissarisch im Amt.

## Regierungsbildung
Nach der im Rahmen der Katalonien-Krise vorgezogenen Wahl zum katalanischen Parlament am 21. Dezember 2017 konstituierte sich das neue Parlament der XII. Legislaturperiode zum ersten Mal am 17. Januar 2018. Am 22. Januar schlug der Präsident des katalanischen Parlaments, Roger Torrent, Carles Puigdemont als Präsident der Generalitat de Catalunya vor. Nach einem Eilurteil des Spanischen Verfassungsgerichts über die Unzulässigkeit der Investitur durch eine Videokonferenz oder Verlesung einer Rede des Präsidenten durch ein etwaiges Mitglied des Parlaments sieht das Gericht eine Anwesenheit des Kandidaten als notwendig an. Das Gericht hat durch das Urteil die Wahl Puigdemonts blockiert, da eine Rückkehr nach Spanien ohne direkte Festnahme aufgrund einer Anklage wegen des Verdachts der Rebellion, Aufruhr und Veruntreuung öffentlicher Gelder nicht realisierbar ist.
Am 1. Februar kündigte Puigdemont an, für das Amt des katalanischen Regionalpräsidenten nicht mehr zur Verfügung zu stehen und stattdessen den inhaftierten Kandidaten Jordi Sànchez zu unterstützen. Am 9. März lehnte der Ermittlungsrichter am Obersten Gerichtshof Pablo Llarena eine temporäre Entlassung aus der Haft, um an einer etwaigen Parlamentssitzung teilzunehmen, ab. Sànchez beendete daraufhin seine Kandidatur am 21. März.
Am darauffolgenden Tag fand eine Parlamentsdebatte zur Wahl des nächsten Kandidaten Jordi Turull statt, bei der der Kandidat 64 Stimmen auf sich vereinigen konnte, 65 Abgeordnete stimmten gegen den Vorschlag, vier Parlamentarier enthielten sich der Stimme. Bei einem zweiten Wahlgang am 24. März war Turull selbst nicht anwesend, da der spanische Ermittlungsrichter Pablo Llarena wenige Tage zuvor Untersuchungshaft für Turull und vier weiteren katalanischen Vertretern angeordnet hatte. Am 3. und 24. April hat das katalanische Parlament der Abstimmung von zweier sich im Exil befindenden katalanischen Abgeordneten in Abwesenheit zugestimmt.
Aufgrund der verbleibenden Frist bis zum 21. Mai verständigte sich das Koalitionsbündnis auf einen neuen Kandidaten, da andernfalls nach Ablauf von sechs Monaten nach der Wahl zum katalanischen Parlament kein neuer Regionalpräsident gewählt werden würde, Neuwahlen hätten ausgerufen werden müssen. Am 10. Mai kündigte Puigdemont die Kandidatur Quim Torras an, der bei seinem ersten Wahlgang am 12. Mai mit 66 Stimmen nicht die dafür erforderliche absolute Mehrheit der Abgeordnetenstimmen auf sich vereinigen konnte. Bei dem darauffolgenden zweiten Wahlgang am 14. Mai reichte die einfache Mehrheit von 66 Stimmen, sodass Torra ins Amt gewählt wurde. König Felipe VI. verfügte am 15. Mai über einen königlichen Erlass, sodass Torra am 17. Mai vereidigt wurde. Für seine Vereidigung als Regionalpräsident Kataloniens wurde die spanische Flagge entfernt, Torra verweigerte entgegen den Gepflogenheiten die Loyalitätsbekundung gegenüber der spanischen Verfassung und dem spanischen König.
Am 19. Mai gab Quim Torra die 13 Minister der neuen Regionalregierung bekannt. Unter den vorgeschlagenen Ministern befanden sich die zu der Zeit in Untersuchungshaft befindenden ehemaligen katalanischen Minister Josep Rull, Jordi Turull sowie die sich im „Exil“ befindenden (d. h. vor der Justiz ins Ausland geflüchtenden) Antoni Comín und Lluís Puig. Nachdem die amtierende spanische Regierung unter Rajoy die Ernennung als Provokation aufgefasst und eine Verkündung der Minister abgelehnt hatte, veröffentlichte Torra am 29. Mai eine neue Liste ohne die umstrittenen Personalien. Schließlich wurde am 2. Juni im Palau de la Generalitat de Catalunya das neue Kabinett einberufen und die Übernahme der katalanischen Regierungsgeschäfte durch die spanische Zentralregierung nach sieben Monaten beendet.
Am 28. September 2020 trat Präsident Quim Torra zurück, nachdem ein gegen ihn verhängtes Urteil rechtskräftig wurde, wonach er 18 Monate lang kein politisches Amt ausüben darf. Die Amtsgeschäfte übernahm bis zur Wahl 2021 sein Stellvertreter.

## Zusammensetzung der Regierung
| Amt oder Ressort                                                                                                   | Bild                | Amtsinhaber(in)                                                 | Partei    | Partei    |
| --- | ------------------- | --------------------------------------------------------------- | --------- | --------- |
| Präsident der Generalitat de Catalunya                                                                             | Quim Torra          | Quim Torra bis 28. September 2021                               |           | Parteilos |
| Präsident der Generalitat de Catalunya                                                                             |                     | Pere Aragonès kommissarisch ab 28. September 2021               |           | ERC       |
| Stellvertretender Präsident der Generalitat de Catalunya (bis September 2021) Minister für Wirtschaft und Finanzen | Pere Aragonès       | Pere Aragonès                                                   |           | ERC       |
| Präsidialministerin und Regierungssprecherin                                                                       | Elsa Artadi         | Elsa Artadi bis 25. März 2019                                   |           | Parteilos |
| Präsidialministerin und Regierungssprecherin                                                                       |                     | Meritxell Budó i Pla seit 25. März 2019                         | PDeCAT    |           |
| Minister für Bildung                                                                                               | Josep Bargalló      | Josep Bargalló                                                  |           | ERC       |
| Ministerin für Kultur                                                                                              |                     | Laura Borràs bis 25. März 2019                                  |           | Parteilos |
| Ministerin für Kultur                                                                                              |                     | Mariàngela Vilallonga Vives 25. März 2019 bis 3. September 2020 | Parteilos |           |
| Ministerin für Kultur                                                                                              |                     | Àngels Ponsa ab 3. September 2020                               | JuntsxCat |           |
| Minister des Innern                                                                                                | Miquel Buch         | Miquel Buch bis 3. September 2020                               |           | JuntsxCat |
| Minister des Innern                                                                                                |                     | Miquel Sàmper ab 3. September 2020                              | JuntsxCat |           |
| Minister für Territorium und Nachhaltigkeit                                                                        | Damià Calvet        | Damià Calvet                                                    |           | JuntsxCat |
| Ministerin der Justiz                                                                                              | Ester Capella       | Ester Capella                                                   |           | ERC       |
| Minister/in für Unternehmen und Wissen                                                                             | Maria Àngels Chacón | Maria Àngels Chacón bis 3. September 2020                       |           | JuntsxCat |
| Minister/in für Unternehmen und Wissen                                                                             |                     | Ramon Tremosa i Balcells ab 3. September 2020                   |           | Parteilos |
| Minister für Arbeit, Soziales und Familie                                                                          | Chakir El Homrani   | Chakir El Homrani                                               |           | ERC       |
| Ministerin für Landwirtschaft, Viehzucht, Fischerei und Ernährung                                                  | Teresa Jordà        | Teresa Jordà                                                    |           | ERC       |
| Minister des Äußeren für institutionelle Beziehungen und Transparenz                                               | Ernest Maragall     | Ernest Maragall bis 23. November 2018                           |           | ERC       |
| Minister des Äußeren für institutionelle Beziehungen und Transparenz                                               |                     | Alfred Bosch Pascual 23. November 2018 bis 10. März 2020        | ERC       |           |
| Minister des Äußeren für institutionelle Beziehungen und Transparenz                                               |                     | Bernat Solé Barril seit 21. März 2020                           | ERC       |           |
| Ministerin für Gesundheit                                                                                          | Alba Vergés         | Alba Vergés                                                     |           | ERC       |
| Minister für digitale Politik und öffentliche Verwaltung                                                           | Jordi Puigneró      | Jordi Puigneró                                                  |           | JuntsxCat |
| Generalsekretär der Regierung                                                                                      |                     | Víctor Cullell i Comellas                                       | JuntsxCat |           |